# 基里尔·梅特科夫
基里尔·梅特科夫（Kiril Metkov，1965年2月1日—）是一名保加利亚已退役的职业足球运动员，退役前司职前腰。 
其職業生涯始於1983年，先后效力于索菲亞火車頭1929足球俱樂部、索菲亞中央陸軍足球俱樂部、大阪飛腳和索菲亞斯拉維亞足球俱樂部，1995年正式退役。